# Chrám svatého Mikuláše (Karlovo)
Chrám svatého Mikuláše (bulharsky Църква "Свети Николай") je pravoslavný chrám z období bulharského národního obrození, nacházející se v architektonické rezervaci Staré Karlovo v centru města Karlovo v Plovdivská oblasti v jižním Bulharsku. V těsné blízkosti chrámu se nachází Karlovské historické muzeum. Budova má statut kulturní památky.

## Charakteristika
Chrám svatého Mikuláše je významným památníkem obrozenecké architektury v Karlovu. Jeho zvonice stojí opodál a obě stavby se nacházejí v těsné blízkosti Karlovského historického muzea, se kterým dohromady vytvářejí zajímavý architektonický celek. Budova byla postavena v roce 1847 pod vedením bracigovského mistra Nikoly Trojanova. Je postavena v typickém stylu bracigovské školy jako trojlodní chrám bez kopule s jednou apsidou. Chrám má tři vchody, přičemž západní leží pod arkádovým nartexem (chrámovou předsíní). Ikonostas je dílem řezbáře Antona Staniševa. Venkovní architektonická výzdoba kopíruje téměř úplně architekturu chrámu svatého Petra a Pavla v Sopotu. V zahradě chrámu je pohřbena matka Vasila Levského.